# 薩爾蒂夫卡線
薩爾蒂夫線（羅馬化：Saltivska liniia）为哈爾科夫地鐵中的路线。薩爾蒂夫線于1984年投入营运。

## 车站清单
| 站名             |
| ---------------- |
| 歷史博物館站     |
| 大学站           |
| 智者雅羅斯拉夫站 |
| 基輔站           |
| 巴拉巴紹夫院士站 |
| 巴甫洛夫院士站   |
| 学生站           |
| 薩爾蒂夫卡站     |

## 外部連結
- （乌克兰語） 官方网站